# العلاقات الكولومبية الليبيرية
العلاقات الكولومبية الليبيرية هي العلاقات الثنائية التي تجمع بين كولومبيا وليبيريا.

## مقارنة بين البلدين
هذه مقارنة عامة ومرجعية للدولتين:
| وجه المقارنة                                              | كولومبيا        | ليبيريا      |
| --------------------------------------------------------- | --------------- | ------------ |
| المساحة (كم2)                                             | 1.14 مليون      | 111.37 ألف   |
| عدد السكان (نسمة)                                         | 49.07 مليون     | 4.73 مليون   |
| الكثافة السكانية (ن./كم²)                                 | 43.04           | 42.47        |
| العاصمة                                                   | بوغوتا          | مونروفيا     |
| اللغة الرسمية                                             | اللغة الإسبانية | لغة إنجليزية |
| العملة                                                    | بيزو كولومبي    | دولار ليبيري |
| الناتج المحلي الإجمالي (بليون دولار)                      | 309.19 مليار    | 2.16 مليار   |
| الناتج المحلي الإجمالي (تعادل القوة الشرائية) بليون دولار | 724.96 مليار    | 3.76 مليار   |
| الناتج المحلي الإجمالي الاسمي للفرد دولار أمريكي          | 7.60 ألف        | 455          |
| الناتج المحلي الإجمالي للفرد دولار أمريكي                 | 13.36 ألف       | 842          |
| مؤشر التنمية البشرية                                      | 0.720           | 0.430        |
| رمز المكالمات الدولي                                      | +57             | +231         |
| رمز الإنترنت                                              | .co             | .lr          |
| المنطقة الزمنية                                           | 00              | 00           |

## منظمات دولية مشتركة
يشترك البلدان في عضوية مجموعة من المنظمات الدولية، منها:
| علم المنظمة | اسم المنظمة                               | تاريخ انضمام كولومبيا | تاريخ انضمام ليبيريا |
| ----------- | ----------------------------------------- | --------------------- | -------------------- |
|             | مؤسسة التنمية الدولية                     | 16 يونيو 1961         | 28 مارس 1962         |
|             | مؤسسة التمويل الدولية                     | 20 يوليو 1956         | 28 مارس 1962         |
|             | منظمة حظر الأسلحة الكيميائية              | ?                     | ?                    |
|             | الأمم المتحدة                             | 5 نوفمبر 1945         | 2 نوفمبر 1945        |
|             | الاتحاد الدولي للاتصالات                  | 25 أغسطس 1914         | 10 أكتوبر 1927       |
|             | منظمة الشرطة الجنائية الدولية             | ?                     | ?                    |
|             | البنك الدولي للإنشاء والتعمير             | 24 ديسمبر 1946        | 28 مارس 1962         |
|             | الاتحاد البريدي العالمي                   | ?                     | ?                    |
|             | المركز الدولي لتسوية المنازعات الاستشارية | 14 أغسطس 1997         | 16 يوليو 1970        |
|             | وكالة ضمان الاستثمار متعدد الأطراف        | 30 نوفمبر 1995        | 12 أبريل 2007        |
|             | يونسكو                                    | 31 أكتوبر 1947        | 6 مارس 1947          |

## وصلات خارجية
- موقع وزارة الخارجية الليبيرية